# DVD-R

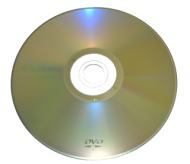
DVD-R.

Un DVD-R (DVD-Recordable) o DVD-Grabable es un tipo de disco óptico donde se puede grabar o escribir datos con capacidad de almacenamiento de normalmente 4,7 gigabytes (GB), mucho más que los 700 megabytes (MB) del CD-R estándar, aunque la capacidad del estándar original era 4,37 GB. Pioneer también desarrolló una versión de doble capa con 8,5 GB, aparecido en el mercado en el año 2005.
Un DVD-R sólo puede grabarse una única vez, mientras que un DVD-RW es regrabable
El DVD-R fue desarrollado por la compañía Pioneer en otoño de 1997, está soportado por la mayoría de los reproductores de DVD y está aprobado por el Foro DVD.
Un formato competidor es el DVD+R (y el correspondiente DVD+RW o DVD regrabable). Los reproductores que soportan ambos formatos suelen etiquetarse como DVD±R y Super Multi (que incluye el soporte de DVD-RAM) y son los más populares.
La mayor capacidad de almacenamiento del DVD-R respecto al CD-R es debida a la mayor densidad de pistas y a la mayor densidad de información en cada pista. Para poder grabar mayor densidad de información se utiliza un láser rojo de una longitud de onda de 650 nm junto con lentes de mayor apertura numérica. Debido a esta longitud de onda más corta, comparada con los CD-R, los DVD-R y DVD+R usan diferentes tintes para absorber esta longitud de onda.
Los discos DVD-R están compuestos de dos discos de policarbonato de 0,6 mm de grosor, pegados con un adhesivo el uno al otro. En uno está el surco que guía el láser y está cubierto con el tinte grabador y un reflector. El otro (en los discos de una sola cara) sólo sirve para asegurar la estabilidad mecánica de la estructura en forma de sándwich y la compatibilidad con la geometría estándar del disco compacto que tiene un grosor de 1,2 mm. Los discos de doble cara tienen dos surcos, uno en cada lado, y no es necesario darles la vuelta. Comparado con los CD de poli carbonato de 1,2 mm, el rayo láser de un DVD sólo tiene que traspasar 0,6 mm de plástico para alcanzar la capa de tinte grabable. Esto permite utilizar un rayo láser mucho más pequeño, la clave para poder grabar bits más pequeños.
En un DVD-R, el direccionamiento (determinar un lugar en el disco por parte del rayo láser) se hace con pits adicionales y espacios (llamados pre-pits) en las áreas entre surcos un usb es lo mismo que un megabyte.